# Chinchilla lanigera
Chinchilla lanigera là một loài động vật có vú trong họ Chinchillidae, bộ Gặm nhấm. Loài này được Bennett mô tả năm 1829.

## Hình ảnh

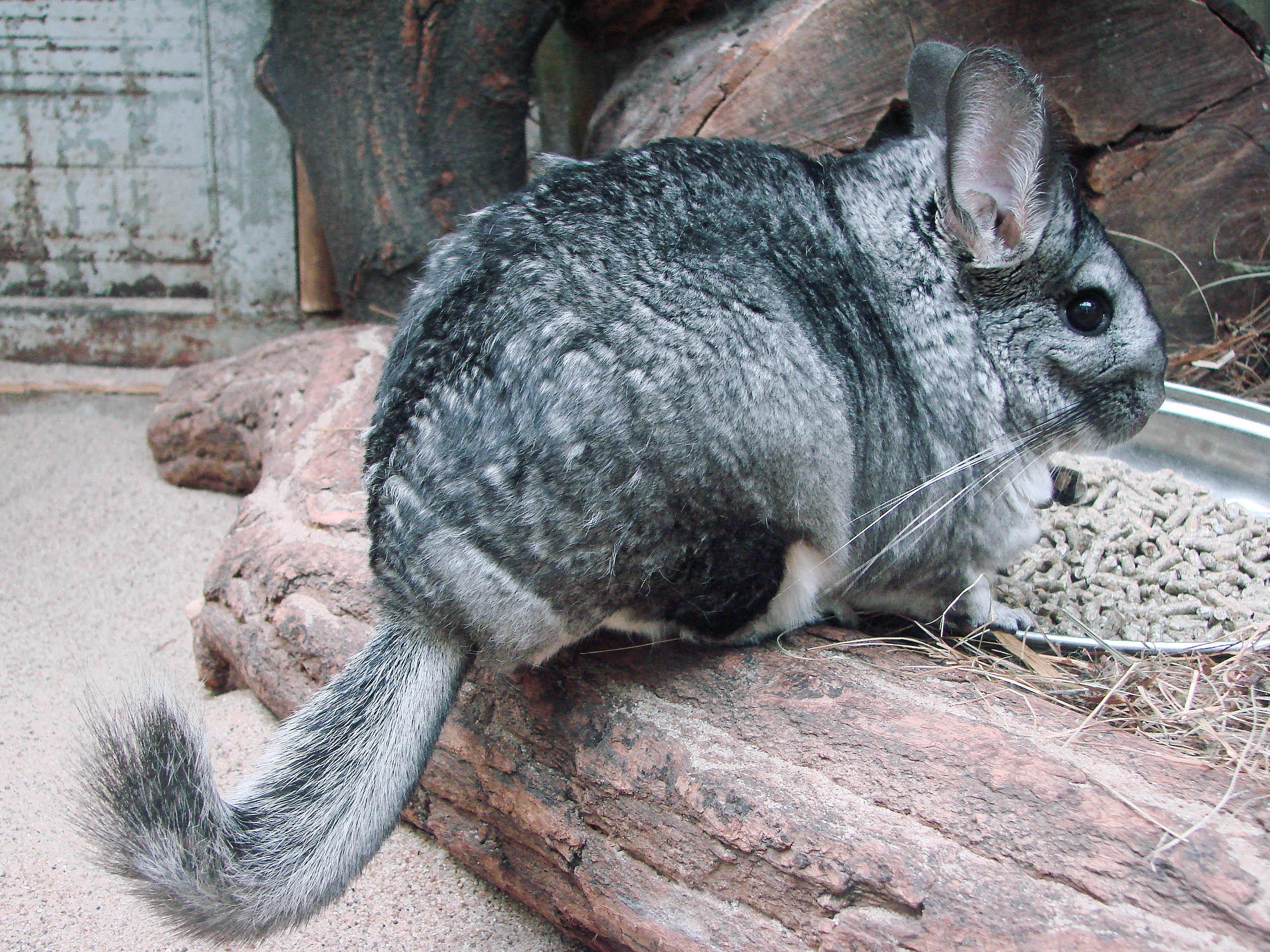
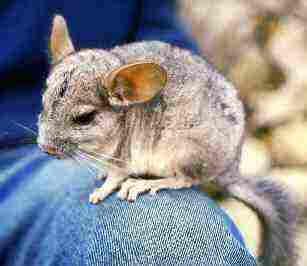
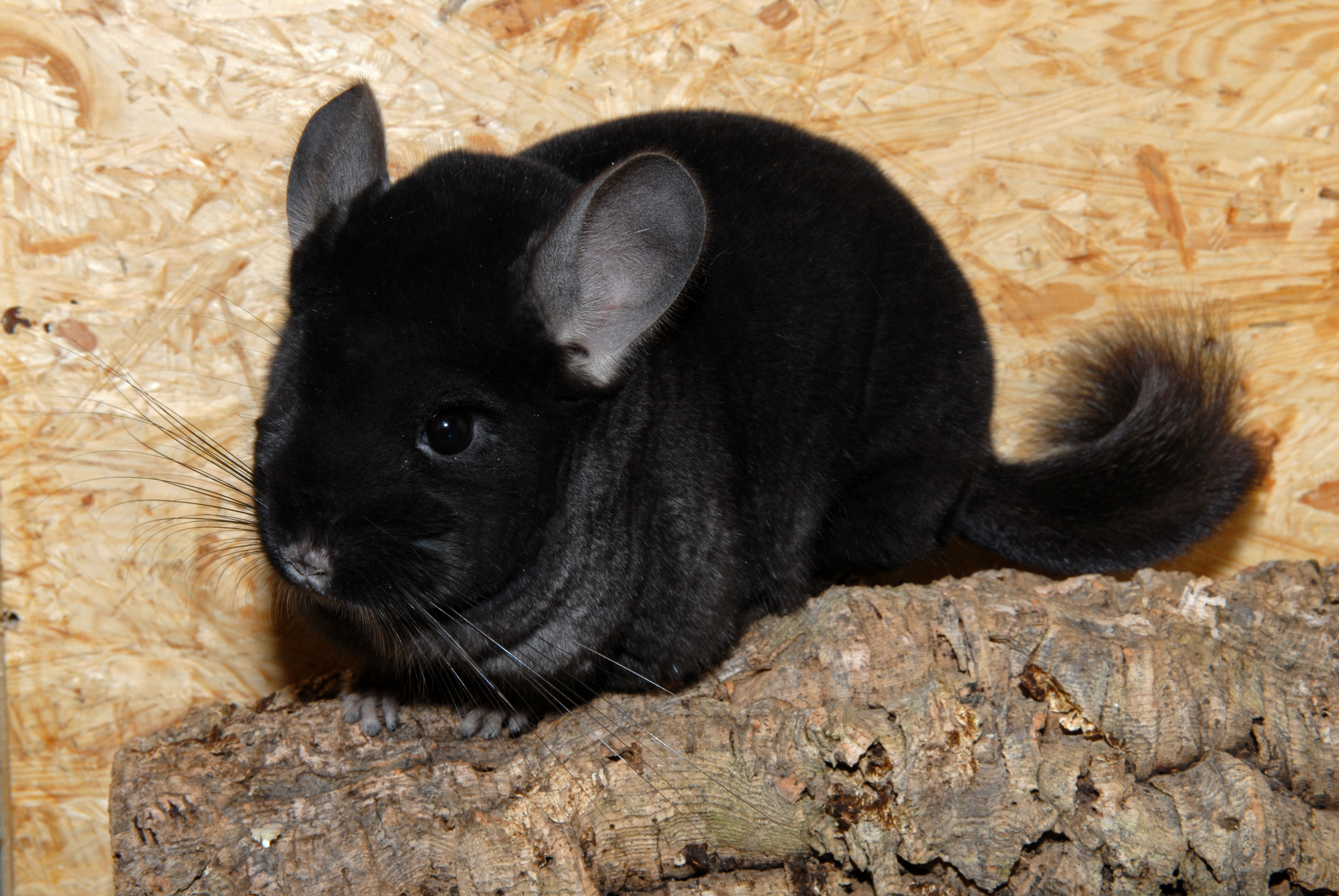
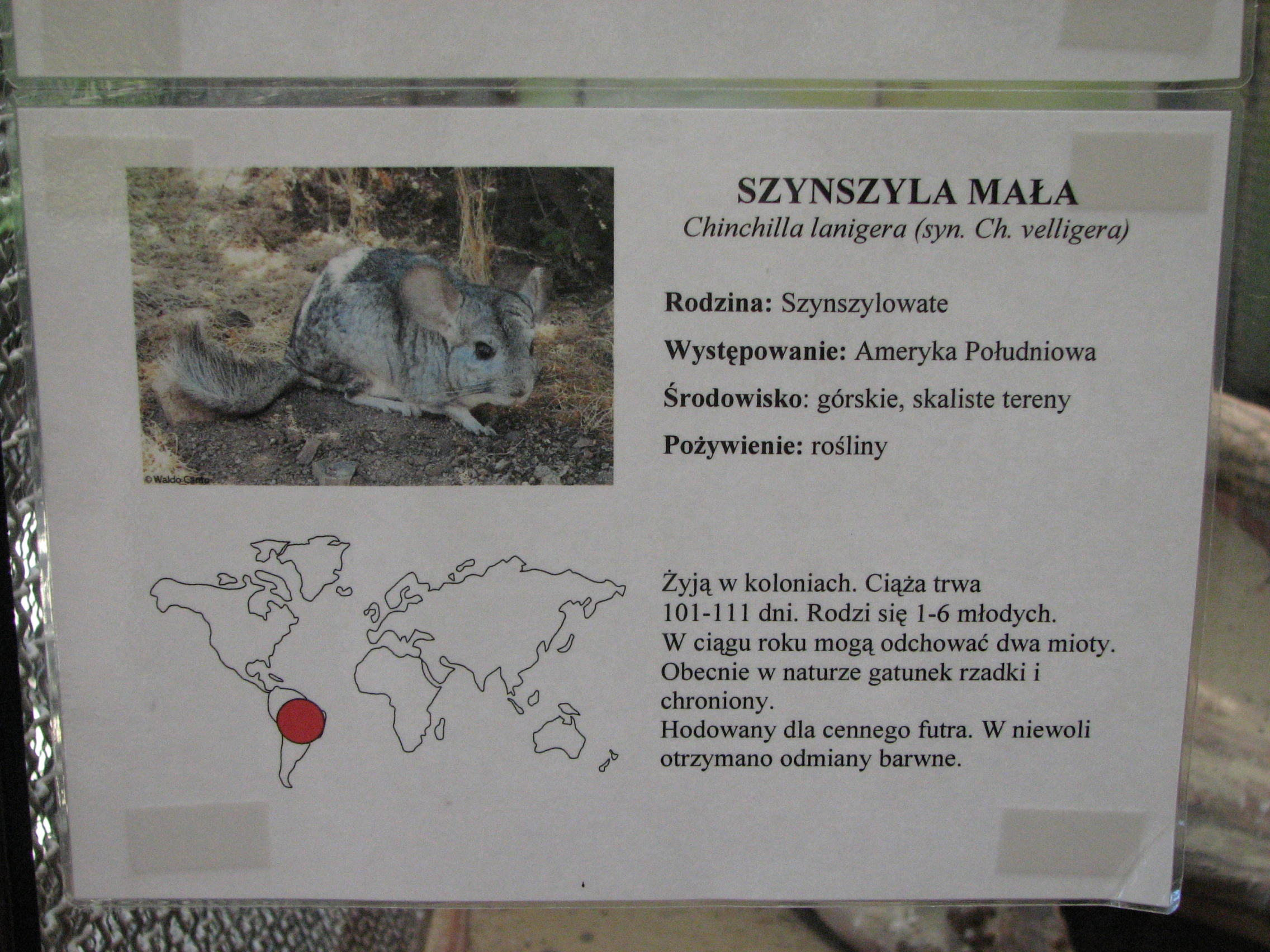